# Altmann von Degenberg
Altmann von Degenberg, auch Hermann von Degenberg (* vor 1350; † 1402 in Niederaltaich) war ein  Benediktiner und von 1367 bis 1402 Abt der Abtei Niederaltaich.
Wie zuvor Ruger von Degenberg entstammte auch Abt Altmann dem Adelsgeschlecht Degenberg, das sich durch Stiftungen an der Ausstattung der Abtei Niederaltaich beteiligt hatte. Dennoch kam es in seiner Amtszeit um den Besitz von Frauenau zu Streitigkeiten mit dem Haus Degenberg, das diese Stiftung infragestellte. Um eine Lösung des Konflikts zu erreichen, reiste Abt Altmann noch in seinem ersten Amtsjahr zu seinem Landesherrn, Albrecht I. von Straubing-Holland in den Hennegau. Von dieser Reise hat sich ein ausführlicher Reisebericht erhalten, ohne dass jedoch das Ergebnis der Verhandlungen mitgeteilt ist.
In Niederaltaich trat Abt Altmann als eifriger Bauherr auf. So ließ um 1391 an der Westfront der Abteikirche eine Pfarrkirche St. Magdalena errichten, die, später verändert, 1804 abgetragen wurde. Ihr Architekt war der spätere Passauer Dombaumeister Hans Krumenauer. Noch in seinem letzten Amtsjahr ging Abt Altmann daran, die durch Brand zerstörten hölzernen Bauten von Kloster Rinchnach in Stein zu ersetzen.